# ナズーリン・ナウィ
モハマド・ナズーリン・ビン・モハマド・ナウィ（マレー語: Mohd Nazrin bin Mohd Nawi、1988年2月7日 - ）は、マレーシアの元サッカー選手。元マレーシア代表。現役時代のポジションはMFで主に攻撃的ミッドフィールダーやウィンガーを務めた。

## 経歴
UPBマイチームFCでデビューした後、PLUS FCに移籍した。
その後、ヌグリ・スンビランFAに移籍し、クラブがリーグで不調の中、非常に良い働きをしサポーターを喜ばせた。彼のスピードは相手ディフェンダーを脅かし、2013年のマレーシアカッププレーオフではシャー・アラム・スタジアムでサバFA相手にハットトリックを達成した。
2014シーズンには強豪のジョホール・ダルル・タクジムFCに移籍した。
2016年12月、ペラFAに移籍した。

## タイトル
ジョホール・ダルル・タクジムFC
- マレーシア・スーパーリーグ: 2014, 2015, 2016
- スルタン・ハジ・アフメド・シャー・カップ: 2015, 2016
- マレーシアFAカップ：2016
- マレーシアカップ

準優勝: 2014
- AFCカップ : 2015

ペラFA
- マレーシアカップ：2018